# (sic)nesses
(sic)nesses ist eine Live-DVD der US-amerikanischen Metal-Band Slipknot.

## Entstehungsgeschichte
(sic)nesses wurde im Donington Park während des Download-Festivals am 13. Juni 2009 vor 80.000 Zuschauern gedreht. Das Konzert war Teil der All Hope Is Gone World Tour, die vom 9. Juli 2008 bis zum 31. Oktober 2009 stattfand. 30 Kameras wurden für den Mitschnitt des Auftrittes eingesetzt. Am 24. Mai 2010 wurde Bassist Paul Gray tot in einem Hotel in Iowa aufgefunden. Eine toxikologische Untersuchung ergab, dass er an einer Überdosis Morphium und Fentanyl in Kombination mit einer vorliegenden Herzerkrankung gestorben war. (sic)nesses gilt daher als inoffizielles Vermächtnis von Gray. Die DVD wurde am 28. September 2010 veröffentlicht. Neben dem Konzert enthält das Album die 40-minütige Dokumentation Audible Visions of (sic)nesses, die von Perkussionist Shawn Crahan produziert wurde. Sie wurde während der Tour aufgenommen und zeigt Ausschnitte daraus. Des Weiteren sind die Musikvideos zu Psychosocial, Dead Memories, Sulfur und Snuff vorhanden. Zum letzteren gibt es zusätzlich ein Making-of.
Zu dem Best-of-Album Antennas to Hell, welches am 20. Juli 2012 erschien, wurde zusätzlich eine CD beigelegt, auf der sich der Auftritt beim Download-Festival im Audio-Format befindet. Außerdem wurde (sic)nesses am 27. Juli als Blu-ray Disc veröffentlicht.

## Inhalt

### DVD 1

#### Dokumentationen
- Audible Visions of (sic)nesses

### DVD 2

#### Auftritt beim Download-Festival 2009
1. 742617000027
2. (sic)
3. Eyeless
4. Wait and Bleed
5. Get This
6. Before I Forget
7. Sulfur
8. The Blister Exists
9. Dead Memories
10. Left Behind
11. Disasterpiece
12. Vermillion
13. Everything Ends
14. Psychosocial
15. Duality
16. People=Shit
17. Surfacing
18. Spit It Out

#### Musikvideos
1. Psychosocial
2. Dead Memories
3. Sulfur
4. Snuff (inklusive Making-of)

## Besetzung
| Musiker - Gesang: Corey Taylor - E-Gitarre: James Root - E-Gitarre: Mick Thomson - E-Bass: Paul Gray - Schlagzeug: Joey Jordison - Perkussion: Clown - Perkussion: Chris Fehn - Sampling: 133 (Craig Jones) - Turn Tables: Sid Wilson | Produktionsteam - Shawn Crahan: Regisseur von Audible Visions of (sic)nesses, Co-Regisseur von Snuff. - P.R. Brown: Regisseur sämtlicher Musikvideos - Ruaru Mcphie & John Probyn: Regisseure des Konzerts - Neil Zaugg & Mike Kaufman: Produktion - Ted Jensen: Mastering - Colin Richardson & Martyn “Ginge” Ford: Mixing |

## Kommerzieller Erfolg

### Chartplatzierungen
| ChartsChartplatzierungen | Höchstplatzierung | Wochen |
| ------------------------ | ----------------- | ------ |
| Deutschland (GfK)        | 58 (1 Wo.)        | 1      |

### Auszeichnungen für Musikverkäufe
Am 2. November 2010 wurde das Album in den USA mit einer Platin-Schallplatte ausgezeichnet.
| Land/Region               | Auszeichnungen für Musikverkäufe (Land/Region, Auszeichnung, Verkäufe) | Verkäufe |
| ------------------------- | ---------------------------------------------------------------------- | -------- |
| Australien (ARIA)         | Gold                                                                   | 7.500    |
| Vereinigte Staaten (RIAA) | Platin                                                                 | 100.000  |
| Insgesamt                 | 1× Gold · 1× Platin ·                                                  | 107.500  |

Hauptartikel: Slipknot/Auszeichnungen für Musikverkäufe